# Baardkoekoeken
Baardkoekoeken (Bucconidae) zijn een familie van vogels uit de orde Spechtvogels.

## Kenmerken
Deze vogels hebben een grote kop met een sterke, vaak haakvormige snavel. Ze hebben een grijs, bruin of witachtig verenkleed.

## Leefwijze
Ze zitten vaak urenlang bewegingsloos op een tak, waarna ze op zoek gaan naar voedsel.

## Voortplanting
De eieren worden gelegd in een holte in een aarden wal of steile rivieroever.

## Verspreiding en leefgebied
Deze familie komt voor van Mexico tot Brazilië.

## Taxonomie
Er zijn tien geslachten met in totaal 37 soorten.
- Geslacht Bucco (4 soorten baardkoekoeken)
- Geslacht Chelidoptera (1 soort: Zwaluwbaardkoekoek)
- Geslacht Hapaloptila (1 soort: Diadeembaardkoekoek)
- Geslacht Hypnelus (2 soorten baardkoekoeken)
- Geslacht Malacoptila (7 soorten baardkoekoeken)
- Geslacht Micromonacha (1 soort: Kleine trappist)
- Geslacht Monasa (4 soorten trappisten)
- Geslacht Nonnula (6 soorten trappisten)
- Geslacht Notharchus (6 soorten baardkoekoeken)
- Geslacht Nystalus (5 soorten baardkoekoeken)

Glansvogels · Baardkoekoeken · Capitonidae · Lybiidae · Megalaimidae · Honingspeurders · Semnornithidae · Toekans · Spechten